# Свинцово–водородный элемент
Свинцо́во—водоро́дный элеме́нт — это вторичный химический источник тока или топливный элемент с жидким электролитом, в котором анодом является газовый либо металлогидридный водородный электрод, электролитом — серная кислота или раствор щелочи, катодом — диоксид свинца или оксид свинца(II).

## Электрохимические процессы

### Сернокислотный электролит[1]
При использовании серной кислоты в качестве электролита суммарная токообразующая реакция имеет вид:
PbO2 + H2 + H2SO4 = PbSO4 + 2H2O.
При заряде свинцово-водородного аккумулятора (СВА) на катоде  выделяется водород, заполняя свободное рабочее пространство аккумулятора, а на аноде происходит окисление Pb2+ до диоксида свинца. При разряде аккумулятора происходит обратное превращение Н+ в Н2, а диоксид свинца восстанавливается до Pb2+, образующего с серной кислотой сульфат свинца. 
Отрицательный (водородный) электрод СВА представляет собой пористую углеграфитовую матрицу, содержащую платиновый катализатор (для сорбции водорода и превращения его в Н+ и катализа обратной реакции), которая наносится на тоководы из медной или свинцовой сетки. 
К достоинствам следует отнести при похожей конструкции бо́льшую почти в 5 раз удельную энергоёмкость по сравнению с широко применяемым свинцово-кислотным аккумулятором, высокую степень устойчивости свинец-оксидного электрода при контакте с водородом, возможность полной герметизации.

##### Рабочие параметры
- Теоретическая удельная энергоёмкость: 319 Вт·ч / кг[1].
- Технологически достигнутая удельная энергоёмкость (Вт·ч/кг): около — 50—55 Вт·ч / кг[1].
- ЭДС: 1,681 В[3] (1,677 В  при 0 °C[4]; от 1,422 до 1.756 В при изменении концентрации серной кислоты от 0,5 мМ до 7 М[4]).
- Рабочая температура: от минус 50 до 60 °C.

### Щелочной электролит[2]
В случае использовании раствора щелочи  в электрохимической ячейке протекают следующие реакции:
На аноде происходит окисление подаваемого водорода:
{\displaystyle {\ce {H2 +2OH^- -> 2H2O +2e-}}} (E0 –0,828 В).
На катоде происходит растворение оксида свинца(II) в горячем растворе щелочи с концентрацией более 15% с последующим восстановлением {\displaystyle {\ce {HPbO2^{-}}}} до свинца: 
{\displaystyle {\ce {OH^- + PbO_{(s)}-> H2O + HPbO2^{-}}}}
{\displaystyle {\ce {HPbO2^{-}{+ }H2O + 2e- -> Pb_{(s)}{}{+}{}3OH^-}}} (E0 –0,531 В).
Итоговая реакция:
{\displaystyle {\ce {H2 + PbO_{(s)}-> H2O + Pb_{(s)}}}} (E0 0.297 В).

##### Рабочие параметры
- ЭДС: 0,297 В[2].

## Области применения
Свинцово—водородная ячейка, работающая на щелочном электролите, была предложена в качестве топливного элемента для получения электричества и регенерации свинца из оксида свинца(II), который накапливается в отработавших свой ресурс широко используемых в автомобильной промышленности свинцово-кислотных аккумуляторах. Метод позволяет получить свинец высокой   чистоты (до 99,9992 %).